# 433

## Události
- 3. srpna posílá císař Theodosius II. do vyhnanství Nestoria.

## Hlavy států
- Papež – Sixtus III. (432–440)
- Východořímská říše – Theodosius II. (408–450)
- Západořímská říše – Valentinianus III. (425–455)
- Franská říše – Clodio (428–448)
- Perská říše – Bahrám V. (421–439)
- Vizigóti – Theodorich I. (419–451)
- Vandalové – Geiserich (428–477)